# حكايات من الشرق
حكايات من الشرق مسلسل رسوم متحركة كوري يتكون من 26 حلقة عرض لأول مره في 12 أبريل 1991 واستمر عرضه حتى 28 يونيو 1991 . تمت دبلجة المسلسل للغة العربية بواسطة إستديوهات المركز العربي للخدمات السمعية والبصرية.